# Staden (Saarbrücken)

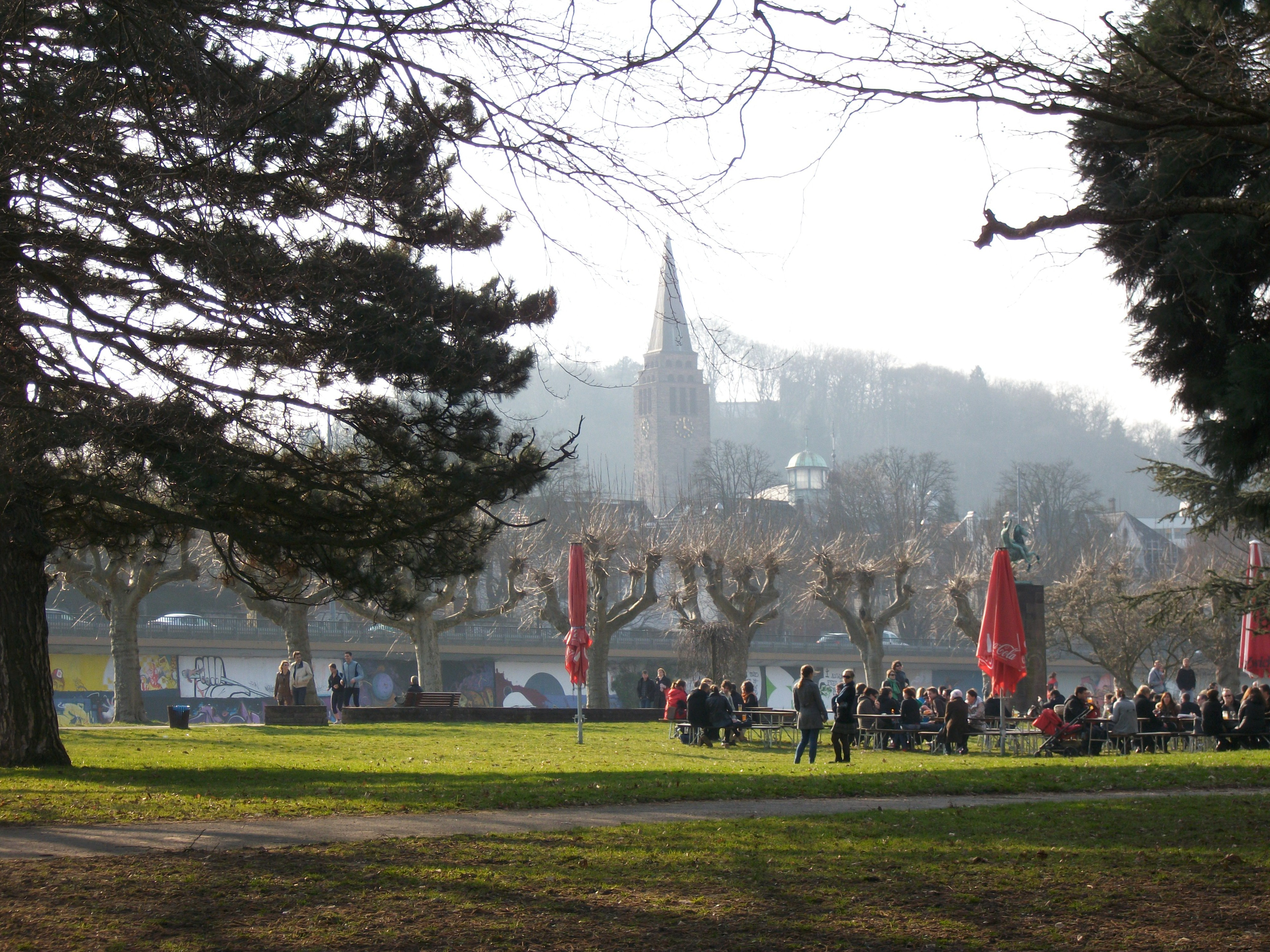
Der Staden

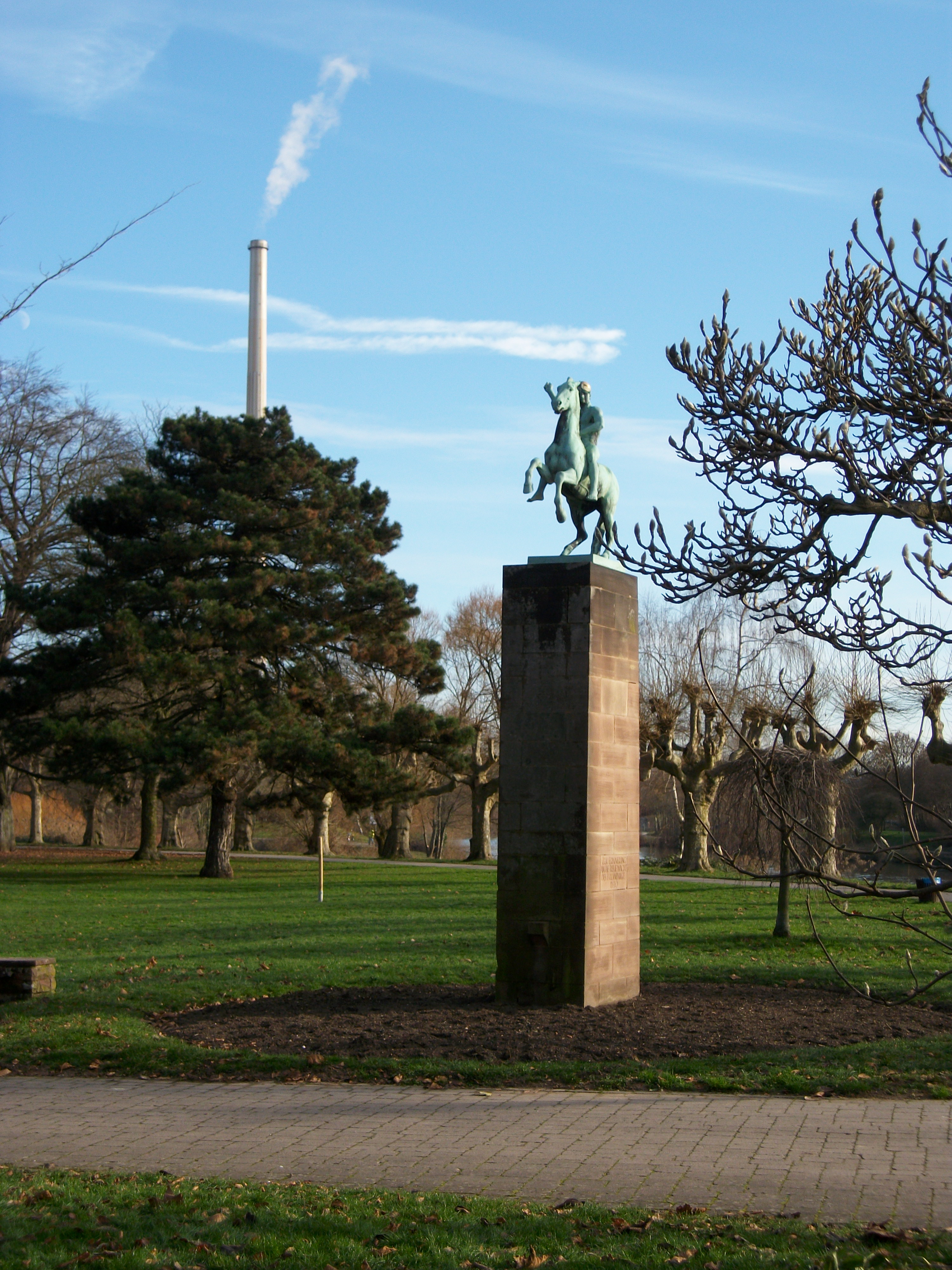
Ulanendenkmal

Der Staden ist ein Erholungsgebiet in Saarbrücken-St. Johann am rechten Ufer der Saar. Das parkähnliche Areal mit Wiesen, Alleen, Spielplätzen und dem Biergarten am Ulanenpavillon liegt zwischen der Bismarckbrücke und dem Heizkraftwerk Römerbrücke und wurde im Jahr 1908 angelegt. Die historischen Elemente des Stadens wie die Böschungsmauer, die Balusterbrüstung, die Treppen und Pavillons des Architekten Heinrich Güth sowie die parkartige Gestaltung stehen unter Denkmalschutz. Östlich des Stadens befindet sich ein Altwasserarm der Saar. Der Name leitet sich vom Wort Gestade (Ufer/Schiffslände) ab, das in der heutigen Alltagssprache immer weniger gebräuchlich ist.

## Ulanendenkmal
Das Ulanen-Denkmal wurde in Erinnerung an die im Deutsch-Französischen Krieg Gefallenen des Ulanen-Regiment „Großherzog Friedrich von Baden“ (Rheinisches) Nr. 7 am 1. Juni 1913 vor dem damaligen Rathaus von Saarbrücken, dem heutigen Alten Rathaus, am Schlossplatz errichtet. 1957 wurde es zunächst restauriert und dann auf den Staden transloziert. Der Entwurf stammte von Bildhauer Fritz Klimsch, den Guss führte die Berliner Bronzegießerei Hermann Noack in Berlin-Friedenau aus. Sie ist in einem antik-klassizistischem Stil gehalten. Das auf einem Sockel aus rotem Sandstein stehende Reiterstandbild zeigte den nur mit einem attischen Helm bekleideten Reiter ursprünglich mit einem Speer in der rechten und einem Eichenlaubzweig in der linken Hand. Beide Attribute verschwanden nach dem Zweiten Weltkrieg.

## Aussicht

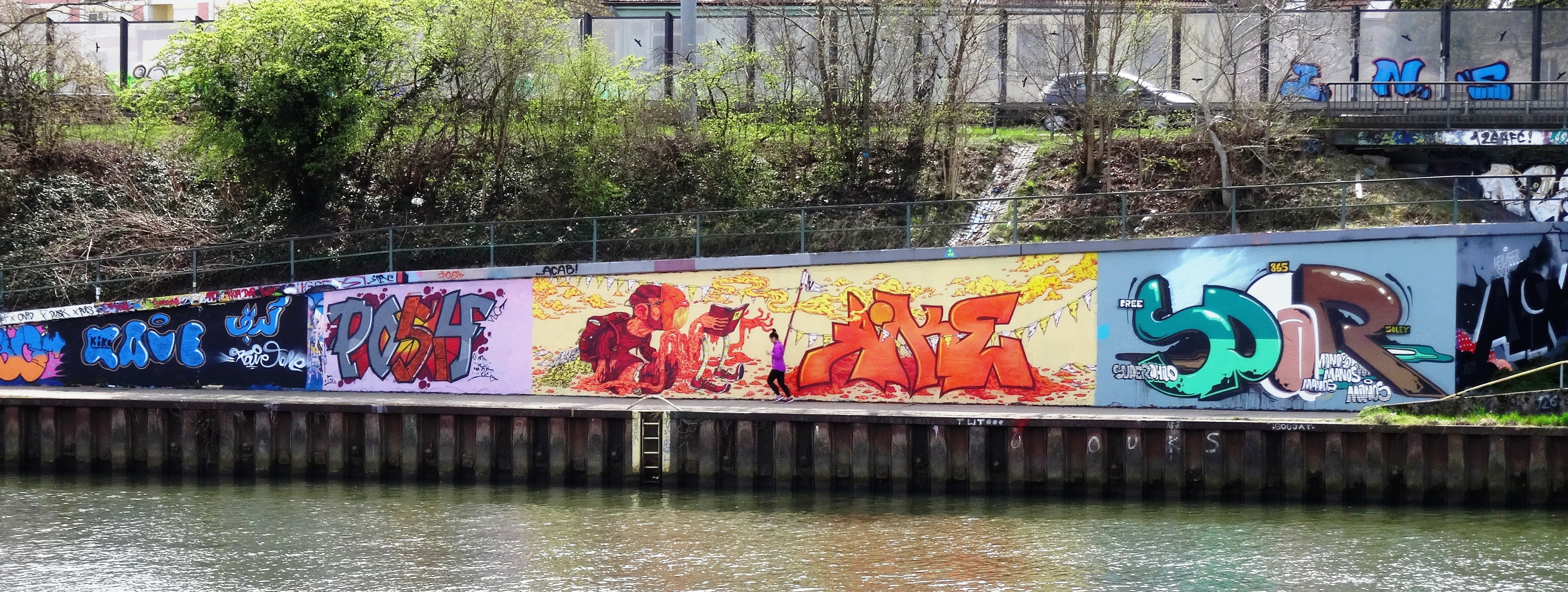
Graffiti-Wand unterhalb der Stadtautobahn am Staden

Vom Staden hat man einen Ausblick auf die Stadtautobahn A 620 am anderen Saarufer, die für Lärmemissionen sorgt. Unterhalb dieser Schnellstraße wurde auf der Betonwand zwischen Autobahn und Leinpfad eine 450 Meter lange Graffitifläche legalisiert, die den Namen 4560 trägt und als eine der größten zusammenhängenden legalen Sprühflächen Deutschlands gilt. Sie wurde bei Meetings (2002, 2005 und 2017) von international bekannten Künstlern bemalt.